# Lotononis glabrescens
Lotononis glabrescens là một loài thực vật có hoa trong họ Đậu. Loài này được (Dümmer) B.-E. van Wyk miêu tả khoa học đầu tiên năm 1991.